# Hamed Dahane
Hamed Dahane (1946, Sidi Kacem – 13. července 2020, Sidi Kacem) byl marocký fotbalista, obránce.

## Fotbalová kariéra
V marocké lize hrál v letech 1962–1972 za tým Union Sidi Kacem. Byl členem marocké reprezentace na Mistrovství světa ve fotbale 1970, ale v utkání nenastoupil. 